# Nurbek Oralbay
Nurbek Oralbay (en kazajo: Нұрбек Оралбай; Astaná, 11 de junio de 2000) es un deportista kazajo que compite en boxeo.
Participó en los Juegos Olímpicos de París 2024, obteniendo una medalla de plata en la categoría de 80 kg. Ganó una medalla de oro en el Campeonato Mundial de Boxeo Aficionado de 2023, en el peso semipesado.

## Palmarés internacional
| Juegos Olímpicos   | Juegos Olímpicos     | Juegos Olímpicos | Juegos Olímpicos |
| Año                | Lugar                | Medalla          | Categoría        |
| ------------------ | -------------------- | ---------------- | ---------------- |
| 2024               | París (Francia)      | Medalla de plata | 80 kg            |
| Campeonato Mundial |                      |                  |                  |
| Año                | Lugar                | Medalla          | Categoría        |
| 2023               | Taskent (Uzbekistán) | Medalla de oro   | 80 kg            |